# Лютик обманчивый
Лютик обманчивый (лат. Ranunculus fallax) — травянистое растение, вид рода Лютик семейства Лютиковые (Ranunculaceae). Встречается также как Лютик крупноплодный по устаревшему синонимичному названию лат. Ranunculus megacarpus.

## Название
Русскоязычное родовое название лютик связывают с корнем -лют- из-за «лютого» (ядовитого для скота) сока. Научное латинское название Ranunculus переводится как «маленькая лягушка, лягушонок, головастик» и вероятнее всего связано с тем, что многие виды рода произрастают в сырых заболоченных местах, населенных лягушками.
Видовой эпитет обманчивый является калькой-переводом латинского fallax со значением «ошибочный, ложный, обманчивый». Причина атрибуции термина неясна.

## Ботаническое описание
Многолетнее травянистое растение 18-30 см высотой с единичными или малочисленными тонкими малоцветковыми стеблями.
Прикорневые листья 3-5,5 см шириной и 3-4 см длиной, немногочисленные, округло-почковидные, цельные или трехнадрезанно-лопастные. Боковые лопасти более широкие, чем средняя. Край крупно-пильчато-зубчатый, основание листовой пластинки широкое. Поверхность почти голая или коротко опушенная снизу. Стеблевые листья пальчато-раздельные до основания.
Цветки 2,5-3 см в диаметре, иногда с недоразвитыми лепестками. Тычинки значительно превышают пестичную головку.
Плодики до 3-3,5 мм длиной и до 2,5 мм шириной, волосистые.

## Распространение и экология
Природный ареал охватывает Среднюю Европу. На территории России встречается в Европейской части.
Предпочитает лесные луга и леса.

## Классификация

### Таксономия
Ranunculus fallax  (Wimm. & Grab.) Sloboda, 1852, Rostlinnictví : 679
Вид Лютик обманчивый относится к роду Лютик (Ranunculus) семейства Лютиковые (Ranunculaceae) порядка Лютикоцветные (Ranunculales). Таксономическая схема в соответствии с Системой APG IV по состоянию на июнь 2024 года:
|  |                                      |  |                                   |                                   |                     |  | ещё 6 семейств | ещё 6 семейств |                      |  |  |  | еще 1 615 подтвержденных видов и 480 видов, ожидающих подтверждения |
|  |                                      |  |                                   |                                   |                     |  | ещё 6 семейств | ещё 6 семейств |                      |  |  |  | еще 1 615 подтвержденных видов и 480 видов, ожидающих подтверждения |
|  |                                      |  |                                   | порядок Лютикоцветные             |                     |  |                |                | род Лютик            |  |  |  |                                                                     |
|  |                                      |  |                                   | порядок Лютикоцветные             |                     |  |                |                | род Лютик            |  |  |  |                                                                     |
|  | отдел Цветковые, или Покрытосеменные |  |                                   |                                   | семейство Лютиковые |  |                |                | вид Лютик обманчивый |  |  |  |                                                                     |
|  | отдел Цветковые, или Покрытосеменные |  |                                   |                                   | семейство Лютиковые |  |                |                |                      |  |  |  |                                                                     |
|  |                                      |  | ещё 63 порядка цветковых растений | ещё 63 порядка цветковых растений |                     |  |                | ещё 53 рода    | ещё 53 рода          |  |  |  |                                                                     |
|  |                                      |  |                                   | ещё 63 порядка цветковых растений |                     |  |                |                | ещё 53 рода          |  |  |  |                                                                     |

### Синонимы
- Ranunculus auricomus var. fallax Wimm. & Grab.
- Ranunculus hegetschweileri W.Koch
- Ranunculus megacarpus W.Koch